# Daesiella pluridens
Daesiella pluridens är en spindeldjursart som beskrevs av Hewitt 1934. Daesiella pluridens ingår i släktet Daesiella och familjen Melanoblossiidae. Inga underarter finns listade i Catalogue of Life.